# Palazzo Berlingieri

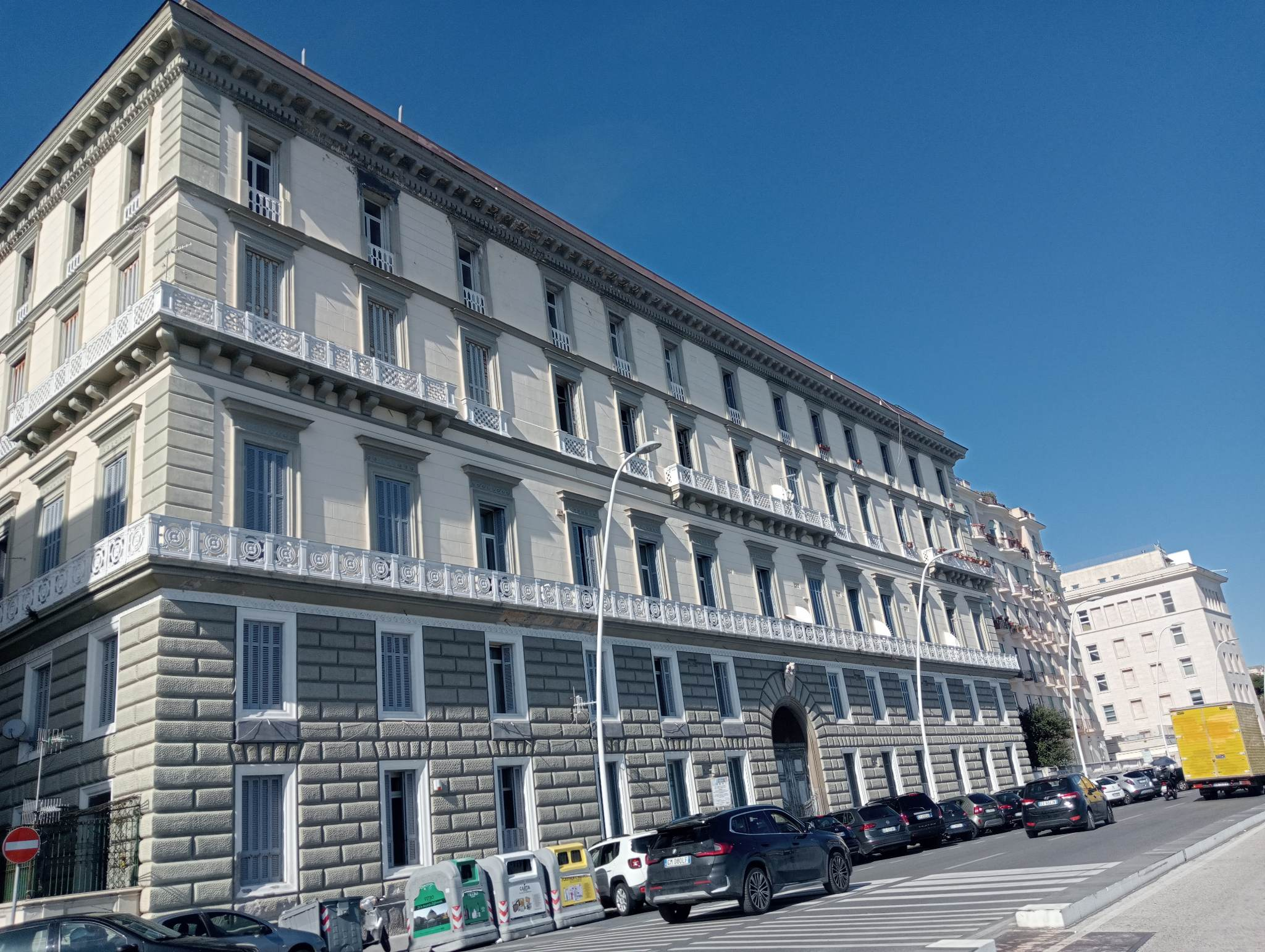
Palazzo Berlingieri in Neapel, Fassade an der Via Francesco Caracciolo.

Der Palazzo Berlingieri ist ein Palast aus dem 19. Jahrhundert im Viertel Chiaia von Neapel in der italienischen Region Kampanien. Er liegt im Viale Antonio Gramsci, 5.

## Geschichte und Beschreibung
In den Jahren nach der Einigung Italiens wurde mit der Aufschüttung der Küstenstraße von Chiaia begonnen, aus der sich bekanntlich die heutige Seepromenade Neapels entwickelt hat. Viele wohlhabende Familien aus Neapel und dem übrigen Süden Italiens nutzten dies aus, um Land mit dem Ziel zu erwerben, am Meeresufer luxuriöse Residenzen errichten zu lassen.
Bereits auf dem Plan der Stadt Neapel, den das topographische Büro 1870 herausgegeben hatte, sieht man den betreffenden Palast in der Bauphase. Den Bau hatte die reiche Familie der Markgrafen Berlingieri aus Kalabrien beauftragt – ihr Wappen ist sowohl über dem Zugang zur Via Francesco Caracciolo als auch zum Viale Antonio Gramsci angebracht. Der Türstopper am Eingang auf dem Viale Antonio Gramsci nennt das Jahr 1885 für die Fertigstellung des Bauwerks.
Der Palast zeigt sich als imposante Konstruktion im Stile der Neorenaissance mit fünf Stockwerken, gekennzeichnet durch ein Erd- und Zwischengeschoss im glatten Bossenwerk. Das erste Obergeschoss erkennt man an dem umlaufenden Balkon mit gusseisernem Geländer und den Fenstern mit schmalerem Gebälk darüber, als die Fenster der oberen Stockwerke.
Seit mehreren Jahrzehnten ist der Eingang an der Via Francesco Caracciolo verschlossen, um das Parken von Autos an der Eigentumswohnanlage zu ermöglichen; somit kann man heute nur vom Viale Antonio Gramsci aus in das Gebäude gelangen.
Am 2. Dezember 2019 fand in dem Palast eine Ausstellung der Werke von Elio Martini und der Juwelen von Letizia Esposito statt.